# St. Paul Saints (1925–1951)
Die St. Paul Saints waren eine US-amerikanische Eishockeymannschaft aus Saint Paul, Minnesota. Die Mannschaft spielte zwischen 1925 und 1951 unter anderem in der American Hockey Association.

## Geschichte
Das Franchise wurde 1925 als Mitglied der einmalig ausgetragenen Amateurliga Central Hockey League gegründet. Anschließend schloss sich die Mannschaft der professionellen American Hockey Association an, in der sie zunächst vier Jahre lang spielte. Von 1931 bis 1935 lief die Mannschaft in der konkurrierenden Profiliga Central Hockey League auf. Nachdem diese aufgelöst wurde, kehrten die Saints in die American Hockey Association zurück und traten in dieser bis zur Ligenauflösung 1942 an. Von 1945 bis 1951 spielten die Saints in der Nachfolgeliga der AHA, in der neu gegründeten United States Hockey League. Den Meistertitel der USHL konnte die Mannschaft in der Saison 1948/49 gewinnen. Als die USHL im Anschluss an die Saison 1950/51 aufgelöst wurde, stellten auch die Saints endgültig den Spielbetrieb ein.
Eine gleichnamige Mannschaft spielte von 1959 bis 1963 in der International Hockey League.